# チェスター・ハーディング
チェスター・ハーディング (Chester Harding、1866年12月31日 - 1936年11月11日) は、アメリカ合衆国の軍人、技術者である。
1884年にアラバマ大学で工学の学位を得た後、1889年にウェストポイントにある陸軍士官学校を卒業し、陸軍工兵隊に配属された。1890年に少尉、1895年に中尉、1898年に大尉に昇進。1908年7月にウイリアム・L. サイバート大佐（en:William L. Sibert）がパナマ運河建設の大西洋方面の技監（Division Engineer）になると、少佐になっていたハーディングが副官としてガツン・ロック水門を担当した。1915年にパナマ運河全体の保全管理担当者に昇格し、1917年1月から1921年にかけてパナマ運河地帯の総督を務めた。辞任時には大佐になっていた。

## 参考
- Bishop, Joseph Bucklin, "The Panama gateway", 1913, New York, C. Scribner's Sons
- Panama Canal Authority biography, CHESTER HARDING

| 先代 ジョージ・ワシントン・ゲーソルズ | パナマ運河地帯総督 1917年 - 1921年 | 次代 ジェイ・ジョンソン・モロウ |